# Gastronomía de Sudáfrica

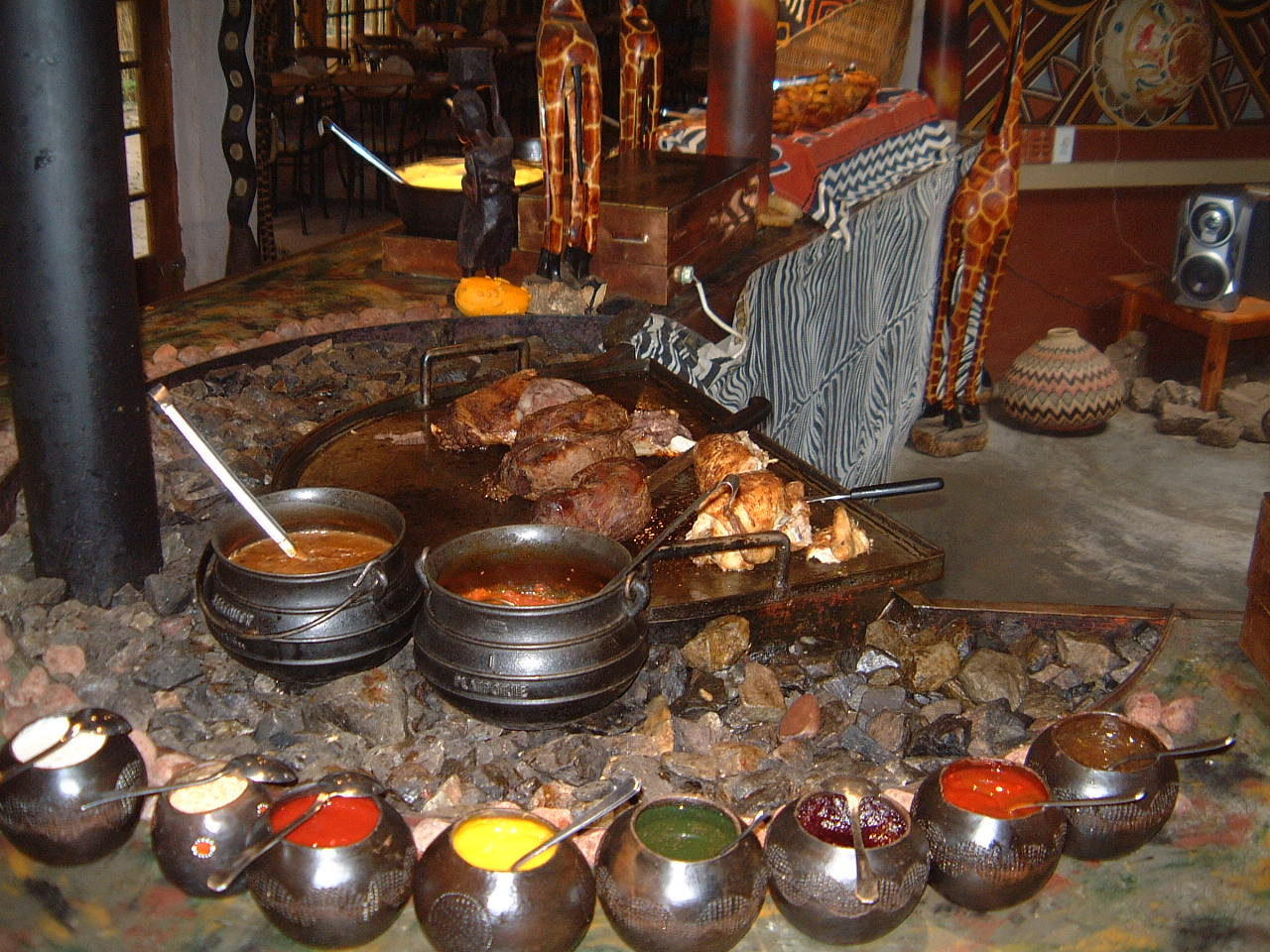
Cocina tradicional de Sudáfrica.

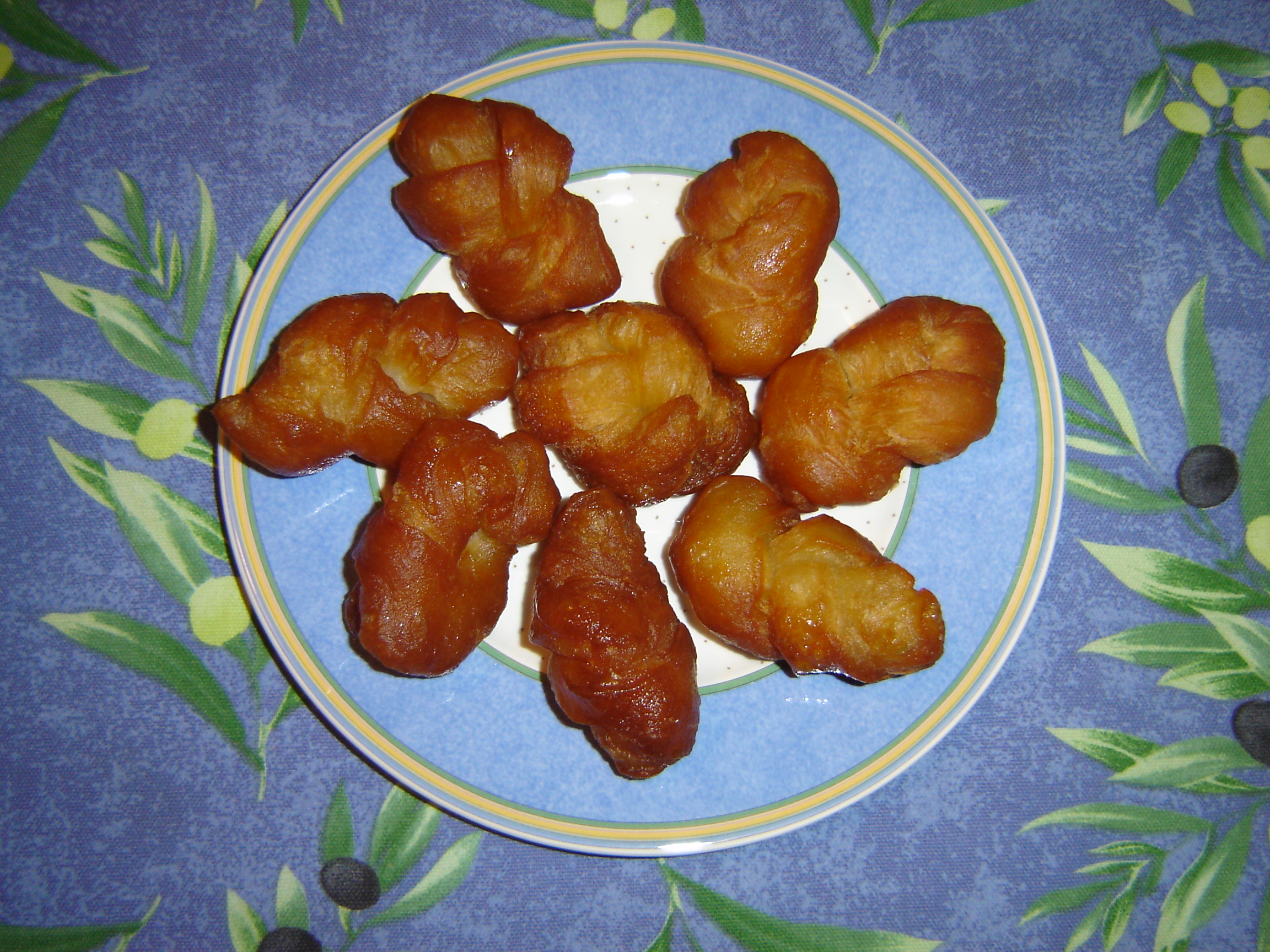
Unos koeksisters.

La gastronomía de Sudáfrica tiene una variedad de fuentes y de estados, entre los que cabe destacar: Los usos culinarios de los indígenas de Sudáfrica tales como los khoisan, los xhosa y los sotho. Por otra parte los usos foráneos introducidos durante la época colonial por descendientes de afrikáneres y británicos así como por sus esclavos y servientes; esto incluye las influencias de la cocina malaya de las gentes provenientes de Malasia y Java.

## Platos típicos de Sudáfrica
- Amasi: leche ácida.
- Biltong: carne curada en salazón (similar a una carne seca).
- Bobotie: un plato originario de cocina malaya, es como un pastel de carne con uvas pasas y cocinado con huevo por encima, y a menudo servido con arroz amarillo, sambals, coco, banana en rodajas y chatni.
- Boerewors: una salchicha que tradicionalmente se ha sometido a braai (barbacoa).
- Bunny chow: es una especie de pan relleno de curry.
- Chatni: es una salsa dulce que generalmente se vierte sobre la carne, especialmente en una marca local denominada Mrs Ball's Chutney.
- Frikkadelle: albóndigas.
- Gesmoorde vis: bacalao en salazón con patatas y tes y algunas veces servido con mermelada de albaricoque.
- Hoenderpastei: pastel de pollo, tradicional afrikáner.
- Isidudu: pap de calabaza.
- Koeksisters: especialidad dulce. 
  - Koeksisters africaans: bollos retorcidos, fritos y empalagosos.
  - Koeksisters de Cape Flats son dulces y especiados, con forma de grandes huevos.
- Malva Pudding: un pudding dulce y esponjoso de albaricoque, de origen holandés..
- Mashonzha, elaborado con el Gonimbrasia belina (gusano).
- Melktert (o tarta de leche, budín de leche condensada que no necesita horno): postre basado en leche.[1][2][3]
- Melkkos (comida de leche): otro postre basado en leche.
- Mealie-bread: un pan dulce con maíz dulce.
- Mielie-meal:[4] uno de los alimentos de primera necesidad, elaborado al horno en pap o phutu[4] (un porridge tradicional bantú que se suele comer con frijoles, carne o gravy).
- Carne de avestruz es una fuente de proteínas con bajo contenido de colesterol; se suele preparar asada o en forma de estofado.
- Pampoen koekies (pumpkin fritters): especie de pan en el que la harina ha sido reemplazada por calabaza.
- Patat rolle (rollos dulces de batata): especie de pan en el que la harina ha sido reemplazada por batata.
- Pot brood (pan de pote): pan salado y cocinado sobre un fuego en potes.
- Potjiekos, un estofado tradicional de gastronomía africana, elaborado con carne y verduras y cocinado sobre potes de hierro fundido.
- Rusks, una galleta dura y de forma rectangular, se suele servir junto con el té o café; suelen ser caseras o compradas en mercados (la marca más popular es Ouma Rusks).
- Samosa: una empanada rellena originario de las comunidades indias en Sudáfrica.
- Sosaties: es una especie de pincho de carne marinada.
- Tomato bredie: un estofado con tomates y carne de cordero.
- Trotters and beans: comida procedente de la Provincia Oriental del Cabo.
- Umqombothi: una cerveza elaborada con trigo fermentado.
- Umvubo: leche ácida mezclada con pap seca, muy común entre los xhosa.
- Umngqusho: un plato elaborado con semolina y judías.
- Vetkoek (pastel de grasa): bolas de masa frita, rellenas de carne picada y servidas con mermelada.
- Waterblommetjie bredie (water flower stew), estofado de carne con la flor de Cape Pondweed.